# Jean-Louis Richard
Jean-Louis Richard (Paris, 17 de maio de 1927 – Paris, 3 de junho de 2012) foi um ator, cineasta e roteirista francês.
Ator, diretor e roteirista francês, foi indicado ao Oscar de melhor roteiro original em 1974  por seu roteiro em A Noite Americana, juntamente com François Truffaut e Suzanne Schiffman. Esteve casado com Jeanne Moreau entre 1949 e 1951.

## Filmografia parcial
- 1973 - A Noite Americana (roteiro)
- 1967 - La mariée était en noir (roteiro)
- 1966 - Fahrenheit 451 (roteiro)
- 1964 - La peau douce (roteiro)
- 1960 - À bout de souffle (ator)